# RevSpace
Stichting Revelation Space (RevSpace) is een in 2009 opgerichte non-profit hackerspace die momenteel is gevestigd in Leidschendam met hoofdzakelijk deelnemers uit de regio Zuid-Holland. De naam is afkomstig van het boek Revelation Space van Alastair Reynolds.

## RevBank

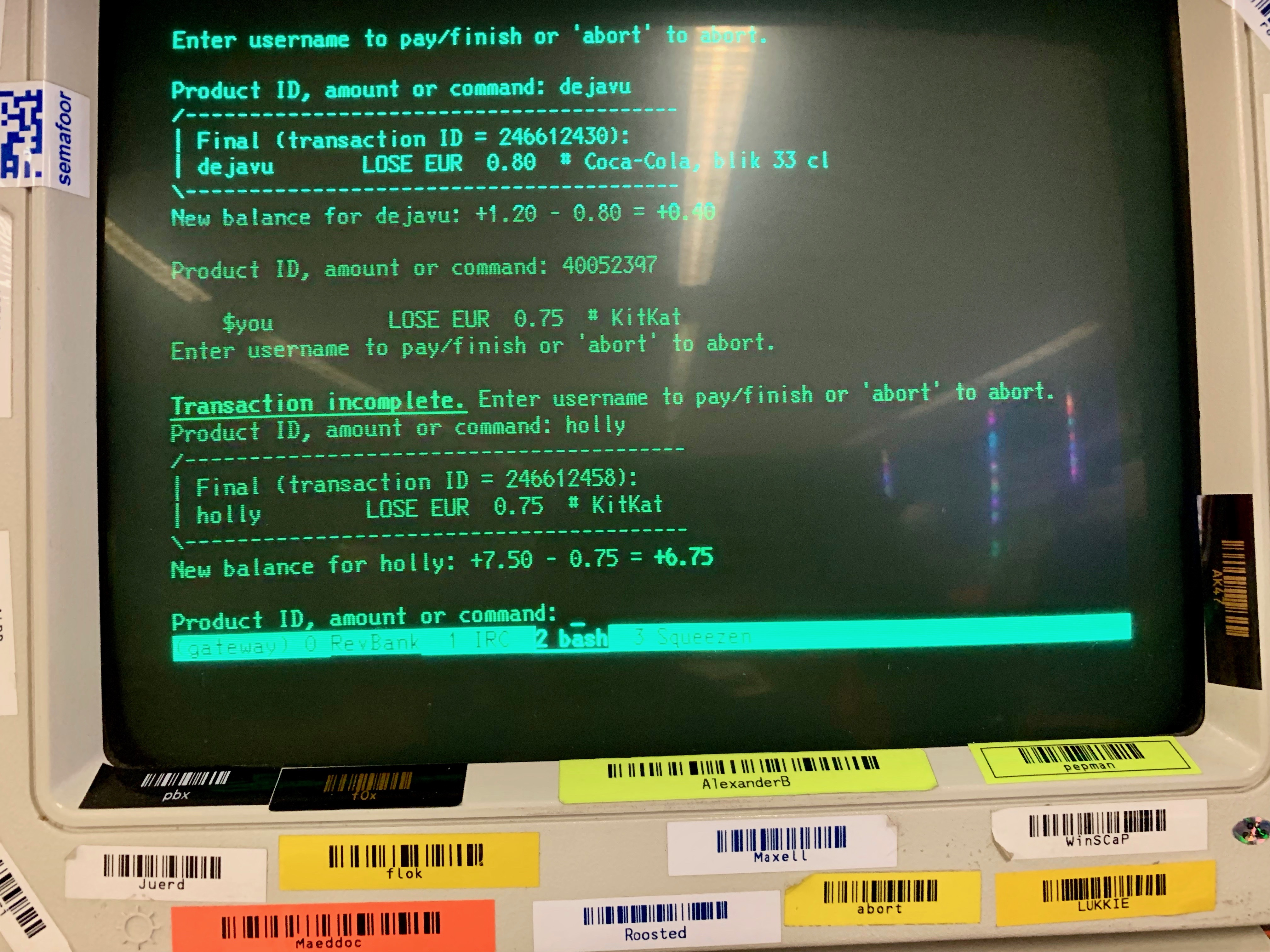
De command-line interface van RevBank

RevSpace deelnemers hebben de ontwikkeling gestart van een prepaid zelfscankassa geschreven in Perl. Het wordt gebruikt door 9 hackerspaces, inclusief RevSpace.

## Onderzoek
RevSpace deelnemers hebben de beveiliging van USB sticks verkocht door HEMA onderzocht, die niet veilig bleken te zijn. HEMA heeft de USB sticks van de markt gehaald na publicatie van het onderzoek.
Een RevSpace deelnemer heeft gewerkt aan het reverse engineeren van het propriëtaire LoRa protocol, wat de basis heeft gevormd voor verder onderzoek.

## Hacker ethiek
RevSpace deelnemers hebben het Hackmeldpunt opgericht voor responsible disclosure van beveiligingslekken. Het Hackmeldpunt vond de richtlijn voor ethisch hacken van het Nationaal Cyber Security Center uit balans. In 2010 toonde RevSpace interesse in het bijbrengen van ethisch besef bij twee tieners die waren beschuldigd van de DDoS-aanval op MasterCard en VISA. De 16 jaar oude verdachte genaamd "Jeroenz0r" werd beschreven als een reguliere bezoeker van het RevSpace IRC kanaal.